# Ensar Aksakal
Ensar Aksakal (* 1. Oktober 2001 in Berlin) ist ein türkischer Fußballspieler. Seit ab Juli 2025 steht er beim Drittligisten SSV Ulm 1846 unter Vertrag.

## Sportlicher Werdegang
Aksakal wuchs als Sohn des vormals im Berliner höherklassigen Amateurbereich und türkischen Profifußball spielenden Sezgin Aksakal in Berlin auf und begann seine Vereinskarriere beim SV Tasmania Berlin. 2016 wechselte der Offensivspieler in den Nachwuchsbereich des 1. FC Union Berlin, den er 2020 in Richtung Hertha BSC verließ. Hier wurde er in den Kader der in der Regionalliga Nordost antretenden U-23-Mannschaft aufgenommen, wo er direkt sowohl als Torschütze als auch als Vorbereiter in Erscheinung trat. Im Sommer 2023 rückte er in den Kader der Wettkampfmannschaft in der 2. Bundesliga auf, kam aber vorerst weiter in der Regionalligamannschaft zum Einsatz. Kurz vor Ende des Sommerwechselperiode wurde er Mitte September 2023 an den türkischen Klub Göztepe Izmir in die zweitklassige TFF 1. Lig verliehen. Dort blieb ihm jedoch weitgehend nur die Rolle des Ergänzungsspielers: wenngleich er regelmäßig im Kader stand, lief er lediglich zweimal im türkischen Profifußball auf. So schaffte er zwar am Ende der Spielzeit 2023/24 als Vizemeister hinter Eyüpspor mit dem Klub den Aufstieg in die Süper Lig, konnte sich aber nicht für eine weitere Verpflichtung empfehlen. Im Sommer 2024 kehrte er daher zur Hertha zurück, wo er in der Folge zeitweise die U-23-Mannschaft bei ihren Viertligaspielen als Mannschaftskapitän aufs Spielfeld führte.
Kurz nach Saisonende unterzeichnete Aksakal im Mai 2025 einen bis 2027 gültigen Vertrag beim Zweitligaabsteiger SSV Ulm 1846.